# Cyanotis vaga
Cyanotis vaga là một loài thực vật có hoa trong họ Commelinaceae. Loài này được (Lour.) Schult. & Schult.f. mô tả khoa học đầu tiên năm 1830.